# Latvijska košarkaška reprezentacija
Letonska košarkaška reprezentacija predstavlja Latviju u športu košarci.
9. je na svijetu po plasmanu FIBA-e.
Krovna organizacija: Latvijski košarkaški savez
Glavni trener: Luca Banchi

## Nastupi na EP
- prvaci 1935.
- srebrni 1939.

## Poznati igrači
Valdis Valters, svojevremeno najbolji europski igrač, koji je igrao za SSSR, je Latvijac. 